# Podenco orito español
För andra betydelser, se Podenco.
Podenco orito español är en hundras från Spanien. Den är en jagande pariahund. Den beskrivs som tålig och den kan jaga i svår terräng även under extrema väderförhållanden. Rasen är ännu inte erkänd av den spanska kennelklubben Real Sociedad Canina en España (RSCE) men det finns ett utvecklingsprogram för rasen, en preliminär rasstandard har publicerats och en rasklubb har bildats